# یوسف ناصر (شاعر)
یوسف ناصر؛ زادهٔ ۱۹۴۳) شاعر و غزل‌سرای اهل کویت است.
 او از بنیانگذاران ترانه‌های قدیمی کویت محسوب می‌شود.

او بسیاری از اشعار خود را به هنرمندانی که دربارهٔ خلیج فارس شعر سروده‌اند، از جمله: عبدالکریم عبدالقادر، محمد عبده و غرید الشاطی، تقدیم کرده‌است.